# ATI Radeon HD 4870 X2
De ATI Radeon HD 4870 X2 is een grafische kaart van AMD en ATI. De HD 4870 X2 bestaat uit twee ATI 4870's. De voornaamste tegenhanger is de Nvidia GTX 295.

## Bouw
Zoals de naam al doet vermoeden bestaat de 4870X2 niet uit 1 maar uit twee grafische processors (GPU). Deze GPU's zijn de RV770. Deze beschikken elk over 800 stream processing units. De GPU's zelf zijn geklokt op 750MHz. Verder is de kaart voorzien van 1 GB GDDR5 per GPU, dit geheugen is zeer snel (geklokt op 900 MHz) en biedt een bandbreedte van 115,2 GB/s. Deze hoeveelheid en snelheid van het geheugen biedt vooral voordelen voor het spelen van spellen in hogere resoluties zoals 1900×1200, zeker als anti-aliasing inschakeld wordt. Om de twee GPU's met elkaar te laten communiceren is er gebruikgemaakt van een PCI Express bridge, deze technologie is ook al gebruikt bij de 3870X2. Toch zijn er aanzienlijk wat verbeteringen in het ontwerp van deze chip aangebracht. Een hiervan is dat bandbreedte tussen de chips is verhoogd van 2,5 naar 5,0 GB/s. Ook moeten de GPU's niet meer langs de chip, maar kunnen ze ook via een "sideport" met elkaar communiceren. Deze sideport is het beste vergelijkbaar met een PCI Express 2.0-verbinding tussen de twee GPU's, deze twee technologieën samen zorgen ervoor dat de totale bandbreedte tussen de GPU's 21,8 GB/s is.

## Energie en geluid
Deze high-end videokaart verbruikt veel stroom. De 4870X2 verbruikt onder volledige belasting maar liefst 345 watt. Als er zoveel energie wordt verbruikt, wordt er ook veel warmte geproduceerd, deze warmte moet worden afgevoerd door middel van een heat sink en een ventilator. Hoe warmer de GPU wordt, hoe sneller de ventilator moet gaan draaien. Dit leidt weer tot meer geluid; bij de 4870X2 loopt dit op tot 53 decibel. Als de kaart niet wordt belast, dan daalt het stroomverbruik tot 150 watt en de geluidsproductie tot 38 decibel.